# Antonín Frič

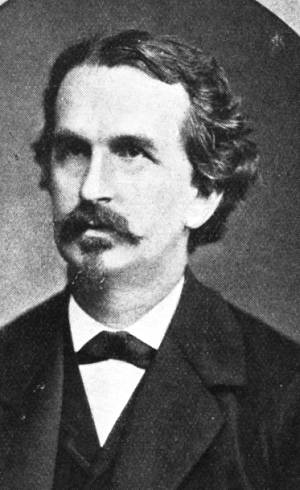
Antonín Frič

Antonín Frič (häufig auch Anton Fritsch; * 30. Juni 1832 in Prag; † 15. November 1913 ebenda) war ein böhmischer Zoologe, Paläontologe und Geologe, der lange im Bereich der Ornithologie tätig war, sich in späteren Jahren aber der Ichthyologie und der Paläontologie zuwandte. Zur Entwicklung des böhmischen Museumswesens trug er entscheidend bei.

## Leben
Antonín Frič war ein Sohn des Prager Anwalts Josef František Frič. Der Naturalienhändler Václav Frič und der Schriftsteller und Politiker Josef Václav Frič waren seine Brüder. 1852 wurde er Privatdozent, 1870 außerordentlicher Professor in Prag. Ab 1880 hatte er den Lehrstuhl für Zoologie am Prager Polytechnikum inne.
Bereits seit Beginn seiner Universitätslaufbahn hatte er sich mit der Vogelwelt beschäftigt und mit einer Sammlertätigkeit begonnen. 1852 bis 1870 sowie 1898 gab er dann im Selbstverlag die Naturgeschichte der Vögel Europas heraus, die unter anderem auf 61 nach seinen Entwürfen gestalteten Farbtafeln 708 Abbildungen europäischer Vogelarten in verschiedenen Kleidern zeigte. Zudem erschienen in verschiedenen Journalen Aufsätze Fričs über die Vogelwelt Böhmens, Kroatiens, Dalmatiens und Montenegro. Besonders umfassend ist die zusammenfassende Darstellung Die Vögel Böhmens, die 1871/1872 im Journal für Ornithologie erschien und an die Systematische Übersicht der Vögel Böhmens von Anton Alois Palliardi anknüpfte. Nach 1880 erschienen nur noch wenige vogelkundliche Schriften, da sich Frič nun stärker der Paläontologie in Böhmen sowie der Erforschung der rezenten Fische zuwandte. Seine schwerpunktmäßigen Arbeiten über die fossile Fauna der Kreide und des Perms entsprachen einer Arbeitsteilung unter den damaligen böhmischen Geowissenschaftlern.
Parallel zu seiner Hochschultätigkeit betätigte sich Antonín Frič im 1864 gegründeten Comité für die naturwissenschaftliche Landesdurchforschung von Böhmen, wo er zeitweise mit dessen Vorsitzenden Karl Kořistka als Secretär eine führende Rolle einnahm. Dabei bestand eine Verbindung zur Gesellschaft des vaterländischen Museums in Böhmen, in deren Sammlungen er seit 1855 als Kustos für die Zoologische Abtheilung wirkte. Im Jahre 1880 übernahm er die Leitung der zoologischen und paläontologischen Abteilung im Böhmischen Landesmuseum. Seit Mitte der 1860er Jahre untersuchte Antonín Frič die kreidezeitlichen Schichten in Böhmen. Seine ab 1870 publizierten paläontologischen Studien darüber trugen zum besseren Verständnis über deren stratigraphische Gliederung entscheidend bei. Im Jahr 1880 wurde er zum Mitglied der Leopoldina gewählt.
Gemeinsam mit Jan Krejčí arbeitete er an der geologischen Aufnahme zwischen Kuttenberg und Böhmisch Trübau, woraus 1891 die umfassende Erläuterung des 6. Teilblattes der Geologischen Karte von Böhmen entstand. Weitere Kartierungsarbeiten befassten sich mit den Gebieten zwischen Teplitz und Reichenberg, Eisenbrod und Jitschin sowie Braunau und Nachod.
Seine letzte Ruhestätte fand er auf den Olschaner Friedhöfen in Prag

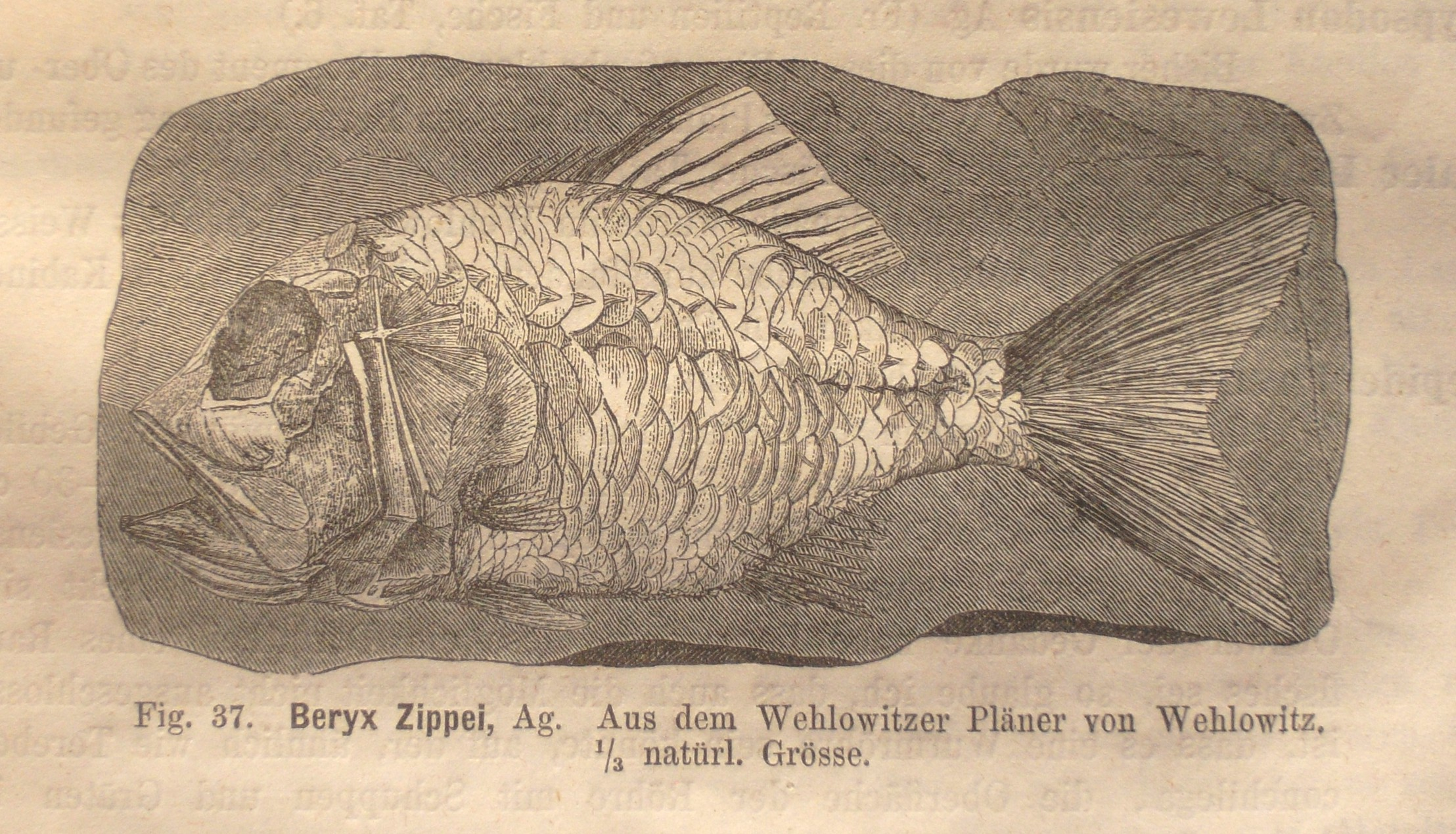
Fossilzeichnung aus Studien im Gebiete der Böhmischen Kreideformation
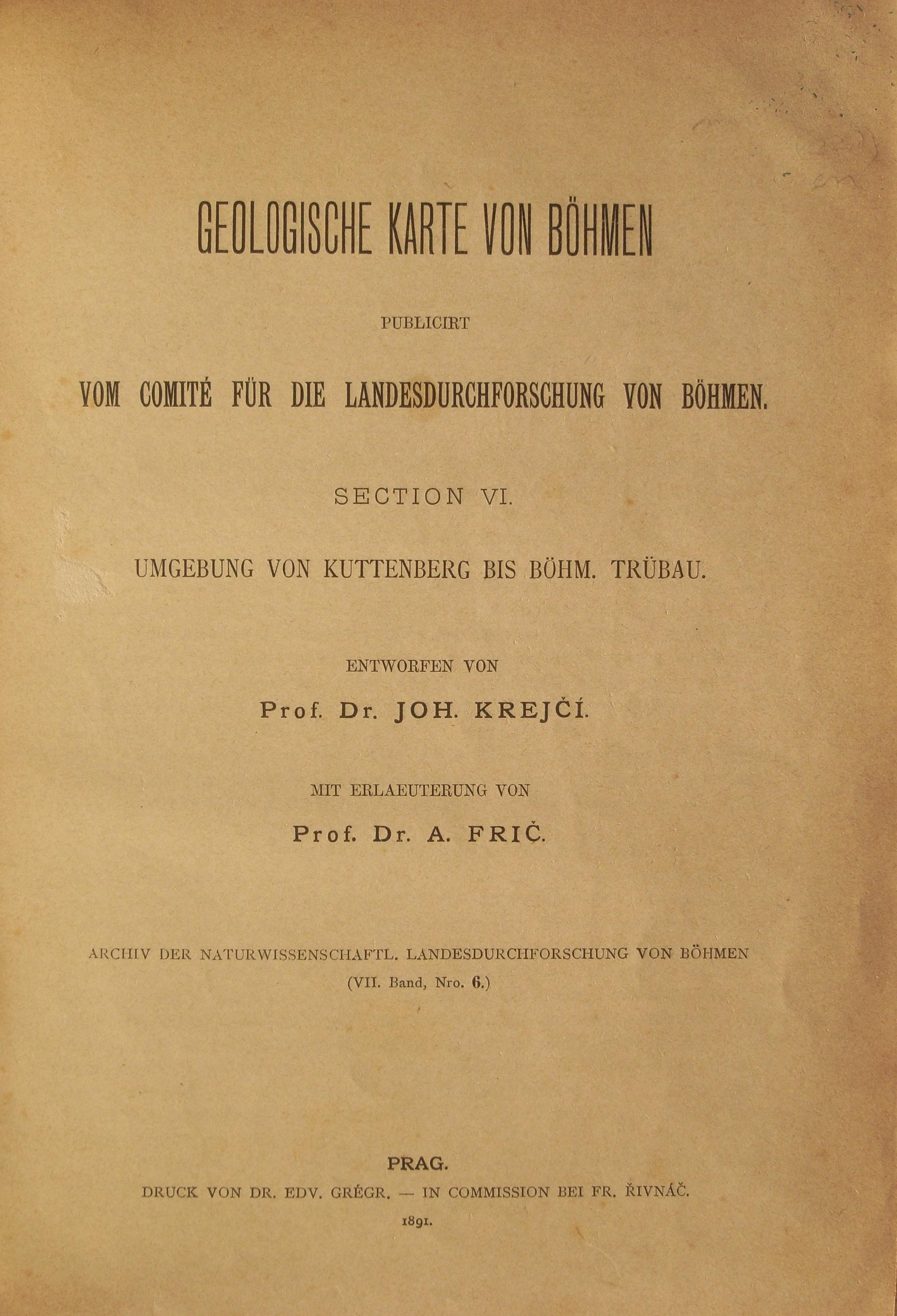
Erläuterungsbericht zur Geologischen Karte von Böhmen, Section VI, von Jan Krejčí
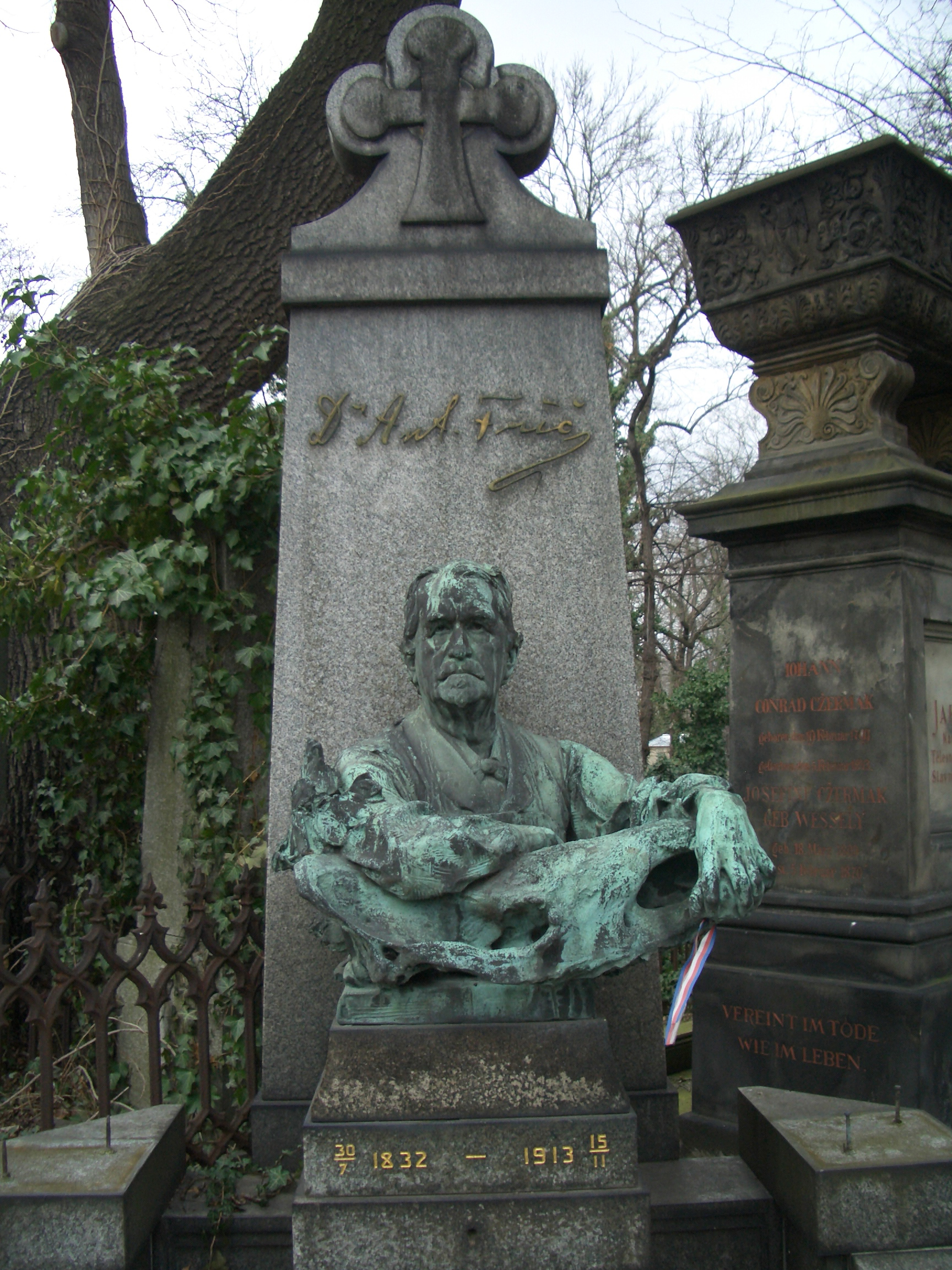
Grabstätte von Antonín Frič